# Municipio de Owen (condado de Clinton)
El municipio de Owen (en inglés: Owen Township) es un municipio ubicado en el condado de Clinton en el estado estadounidense de Indiana. En el año 2010 tenía una población de 930 habitantes y una densidad poblacional de 14,38 personas por km².

## Geografía
El municipio de Owen se encuentra ubicado en las coordenadas 40°23′42″N 86°30′57″O / 40.39500, -86.51583. Según la Oficina del Censo de los Estados Unidos, el municipio tiene una superficie total de 64.69 km², de la cual 64,69 km² corresponden a tierra firme y (0 %) 0 km² es agua.

## Demografía
Según el censo de 2010, había 930 personas residiendo en el municipio de Owen. La densidad de población era de 14,38 hab./km². De los 930 habitantes, el municipio de Owen estaba compuesto por el 98,71 % blancos, el 0,65 % eran afroamericanos, el 0,11 % eran amerindios y el 0,54 % eran de una mezcla de razas. Del total de la población el 0,22 % eran hispanos o latinos de cualquier raza.